# 珩琅山路站
珩琅山路站，为中华人民共和国安徽省芜湖市弋江区珩琅山路与九华南路交口北侧的一座单轨车站，属于芜湖轨道交通1号线。2021年11月3日投入运营。

## 车站结构
珩琅山路站为地上三层车站，一层为出入口，二层为车站大堂，三层为车站站台，设有两个侧式站台，并设有半高屏蔽门。

### 车站楼层
| 地上三层 | 侧式站台，右側開门 | 侧式站台，右側開门           |
| 地上三层 | 轨道（西）         | █ 1号线往白马山（芜湖南站）  |
| 地上三层 | 轨道（东）         | █ 1号线往保顺路（文津东路）  |
| 地上三层 | 侧式站台，右側開门 |                              |
| 地上二层 | 站厅               | 客服中心、自动售票机、验票机 |
| 地面     | 出入口             | 1-4出入口                    |

## 车站出口
珩琅山路站共设4个出口，出口及周围设施如下所示：
|                           |      |              |                                                          |
| 出口编号                  | 照片 | 地点         | 可到达目的地                                             |
| 出口 · 1L                 |      | 九华南路东侧 | 芜湖宇航架业有限公司                                     |
| 出口 · 2L · 扶手电梯标志  |      | 九华南路西侧 | 芜湖众力部件有限公司、芜湖盛力科技股份有限公司、芜湖跃飞 |
| 出口 · 3L · 升降机标志    |      | 九华南路西侧 | 芜湖中集瑞江汽车有限公司                                 |
| 出口 · 4L · 扶手电梯标志  |      | 九华南路东侧 | 公交驾校                                                 |
| 註： 設有 \| 設有扶手電梯 |      |              |                                                          |

## 接驳交通

### 公交车
- 公交驾校：16、18、20、29、109路、109路夜班
- 高新开发区：16、18、20、29、109路、109路夜班